# Missile terra-aria

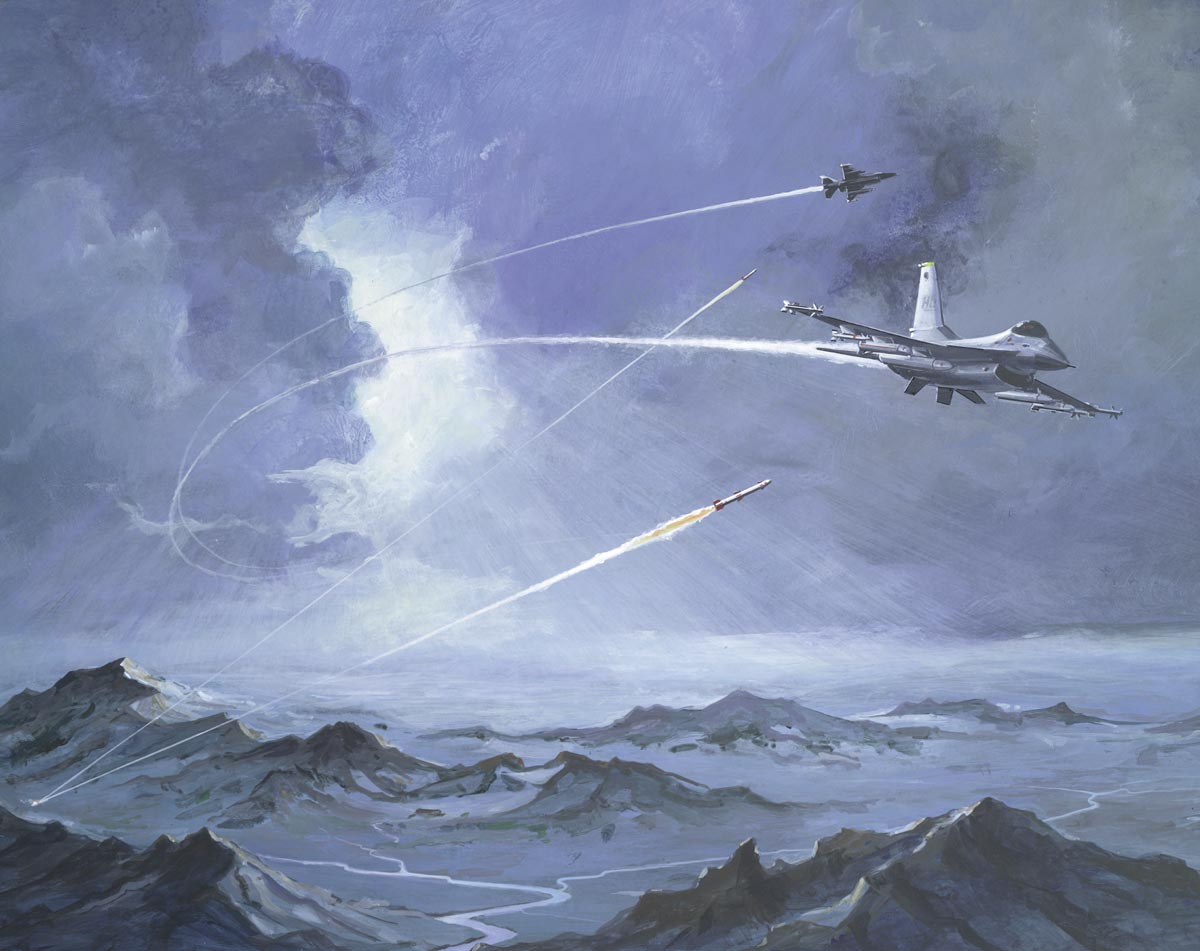
Rappresentazione di missili SA-12 lanciati per intercettare caccia F-16 Fighting Falcon ad alta quota

Un missile terra-aria, chiamato anche SAM (Surface-to-Air-Missile, missile superficie-aria), è un tipo di missile utilizzato per la difesa dello spazio aereo. Sono usati in genere in batterie contenenti missili di un solo tipo, ma collegate ad una rete di radar in modo da creare congiuntamente una "barriera" impenetrabile per gli aerei nemici, che quindi per superare tali difese sono costretti a volare a bassa quota. Sul campo di battaglia possono essere fissi o trasportati da veicoli, montati su apposite rampe (come ad esempio i SA-6 Gainful ex-sovietici).
Esistono anche versioni portatili a corto raggio, da impiegare con appositi lanciatori da spalla, come ad esempio il Blowpipe inglese, lo Stinger americano, o il SA-7 Grail di produzione ex-sovietica.

## Sviluppo dei missili terra-aria

### La nascita
Nel corso della seconda guerra mondiale la Luftwaffe (che era responsabile della difesa del territorio del Reich, sia con gli aerei da caccia che con le armi terrestri), sviluppò alcuni missili destinati a contrastare gli attacchi delle aviazioni alleate contro la Germania. Il primo ad entrare in funzione fu il Messerschmitt FR 1 Enzian (FlakRakete/Missile antiaereo 1 Genziana), un missile a propellente liquido (con 4 razzi a propellente solido per il decollo) che raggiungeva Mach 0,66. L'Enzian era guidato da un radar di illuminazione e da un sistema a raggi infrarossi e portava una testata HE (Alto esplosivo) da 450 kg. Lo scopo di questo missile, che non avrebbe sfigurato in un arsenale di una nazione media negli anni sessanta, era essenzialmente quello di rompere le formazioni di bombardieri per permettere ai caccia ed alla FlaK (artiglieria contraerea) di distruggere i bombardieri nemici senza che essi potessero proteggersi a vicenda.
Accanto all'Enzian operava l'Henschel Hs 117 Schmetterling (Hs 117 Farfalla), guidato sul bersaglio via radio e con un carico utile di 25 kg, destinato invece ad abbattere i singoli bombardieri. Il motore era sempre a combustibile liquido ed il decollo era assistito da 2 razzi a combustibile solido. L'ultimo missile utilizzato fu il Rheintochter (Figlia del Reno) a due stadi e a propellente liquido, con velocità subsonica (come gli altri due) e fornito di una testata da 150 kg, con guida radio.

### I primi missili antiaerei
Subito dopo la seconda guerra mondiale, gli Stati Uniti iniziarono a studiare i missili, anche con l'aiuto di diversi scienziati tedeschi, contattati mentre le loro truppe avanzavano in Germania (il più noto è certamente Wernher von Braun, il quale contribuì significativamente allo sviluppo della missilistica statunitense). Sebbene la maggior parte degli sforzi fosse diretta allo sviluppo dei Missili Balistici Intercontinentali, anche nel campo dei missili terra-aria furono investite notevoli risorse sia di personale, sia finanziarie. La prima forza armata a sviluppare missili antiaerei fu la US Navy, memore dei danni inflitti a tutti i tipi di nave dagli attacchi aerei dei kamikaze. Nascevano così i sistemi missilistici subsonici KAN 1 Little Joe e KAY 1 Lark, entrambi a guida radio. Da parte sua l'US Army sviluppava per proprio conto un sistema missilistico fisso (Nike), su missili di grandi dimensioni, che tatticamente non erano convenienti per l'uso contro un solo bombardiere, ma erano funzionali se utilizzati contro grosse formazioni. Bisogna notare che in quel periodo, primi anni cinquanta, l'Unione Sovietica non aveva bombardieri con propulsione a reazione, quindi gli eventuali attacchi avrebbero dovuto essere effettuati con modalità simili a quelle degli attacchi alleati contro la Germania. Nascevano così il Nike Ajax ed il Nike Hercules (utilizzato anche dall'Aeronautica Militare Italiana), entrambi validi, ma limitati come possibilità di utilizzo tattico. Da parte sua, la neonata USAF sviluppò un SAM proprio, l'IM 99A Bomarc, fornito di uno statoreattore che poteva spingerlo fino a Mach 4 e nella prima parte della traiettoria era guidato da un radar di illuminazione, mentre la parte finale era affidata alla guida attiva del radar incorporato nel missile.
Nel Regno Unito lo sviluppo dei missili terra-aria iniziò nel 1950: furono progettati tre missili diversi (rispettivamente per esercito, marina ed aviazione) ma molto simili nelle concezioni di base. Il missile per la Royal Navy era il British Aerospace Dynamics Seaslug, con una grande probabilità (92%) di first kill, cioè di colpire il bersaglio al primo colpo. La guida era a fascio radar, quindi richiedeva un radar di illuminazione e inseguimento che tenesse il bersaglio nel suo fascio. Il primo impiego bellico fu nel 1982, durante la Guerra delle Falkland/Malvinas. L'esercito invece produsse un missile molto meno maneggevole, l'English Electric Aviation Thunderbird, che non ebbe un grande successo di vendite data la sua limitatissima mobilità tattica. La Royal Air Force invece produsse un missile, il Bristol Bloodhound, che pur essendo mobile per quanto riguarda il missile ed i componenti radar, doveva essere lanciato da rampe fisse.

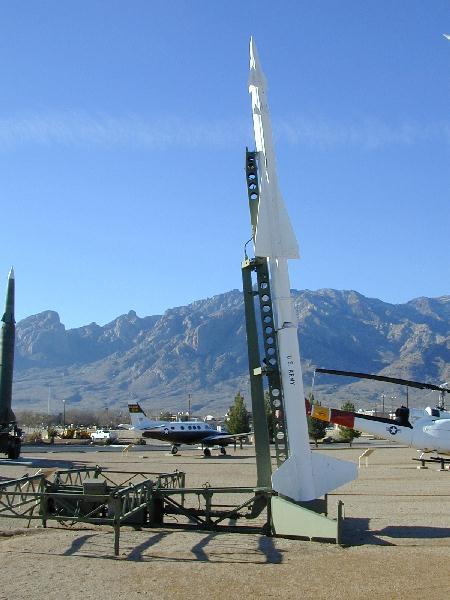
Il missile americano antiaereo Nike Ajax

L'Unione Sovietica invece, che aveva comunque trasferito nel suo territorio diversi tecnici missilistici tedeschi, studiò i suoi sistemi di missili antiaerei. Il primo fu il SA-1 Guild, montato su postazioni fisse. Successivamente fu sviluppato il V750 (SA-2 Guideline), che nel 1960 distrusse l'U-2 pilotato da F.G. Powers. A differenza del SA 1, il SA-2 era mobile e fu utilizzato in campo bellico dall'India (Guerra Indo-Pakistana del 1965), dal Vietnam del Nord (furono usati più di 9.000 missili in tutto il corso della guerra) e dall'Egitto (Guerra dei sei giorni). Dopo il SA-2, furono prodotti il SA-3 Goa (con funzioni anche mare-aria), destinato ad intercettare aerei a quote più basse di quelle previste per il SA-2, ed il SA-4 Ganef. Tutti questi missili erano coperti dal massimo segreto: le prime immagini infatti furono divulgate solo quando comparvero nella parata del 7 novembre 1960 sulla Piazza Rossa.

### Missili Antiaerei NATO

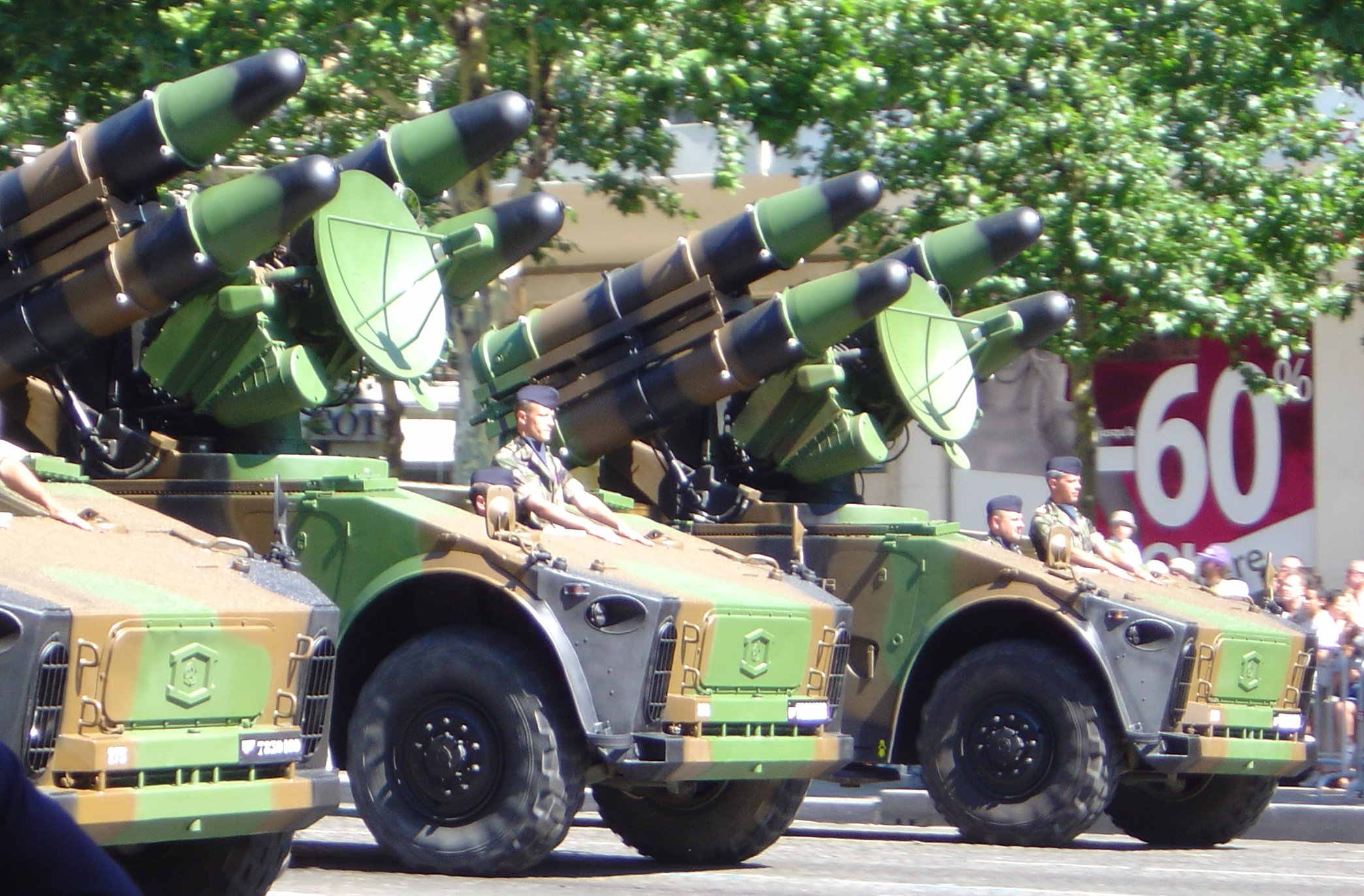
La postazione missilistica Crotale francese

Nel corso degli anni sessanta e settanta, l'elettronica ebbe uno sviluppo velocissimo dovuto all'abbandono delle valvole termoioniche a favore dei transistor, sviluppo che permise tanto di ridurre le dimensioni ed il peso dei sistemi elettronici, quanto di aumentarne l'affidabilità. In questo modo, aumentando la probabilità di giungere sul bersaglio, fu possibile ridurre il carico pagante (cioè la quantità di esplosivo trasportata) del missile che quindi divenne più maneggevole, tanto da arrivare a poter essere trasportato da un veicolo leggero (Jeep o Land Rover) o addirittura da un singolo soldato.
In ambito NATO fu sviluppato all'inizio degli anni sessanta il sistema Roland, in collaborazione fra la Aérospatiale (francese) e la Messerschmitt-Bölkow-Blohm (tedesca). Questo sistema missilistico si basava sullo scafo del trasporto truppe tedesco Marder o del carro francese AMX-30, mentre la versione utilizzata negli Stati Uniti usava lo scafo del cannone semovente M109. Sullo scafo era montato un radar di acquisizione ed inseguimento, con un'apparecchiatura IFF (Identification Friend or Foe - Identificazione amico o nemico) che è in grado di identificare i bersagli nemici. Il missile aveva una velocità massima di Mach 1.5 ed un peso al lancio di 63 kg ed era in grado di intercettare un bersaglio anche a quota 20 m. Ogni veicolo portava 2 missili pronti al lancio.
La Gran Bretagna usa invece il sistema Rapier, sviluppato dalla British Aircraft Corporation nel corso degli anni sessanta ed entrato in servizio nel 1971. I missili di questo sistema possono essere lanciati sia da rampe mobili (cingolati) sia da rampe a terra, comunque trasportabili con veicoli leggeri (Land Rover).
Sempre in Gran Bretagna, è stato sviluppato dalla Short Brothers il missile Blowpipe, trasportabile da un singolo soldato. Il soldato che lancia il missile deve tenere inquadrato il bersaglio fino all'impatto: questo da una parte permette di attaccare l'aereo da qualsiasi angolo, ma d'altra impegna l'operatore per tutto il tempo di volo ed impedisce un'opzione "lancia e dimentica".

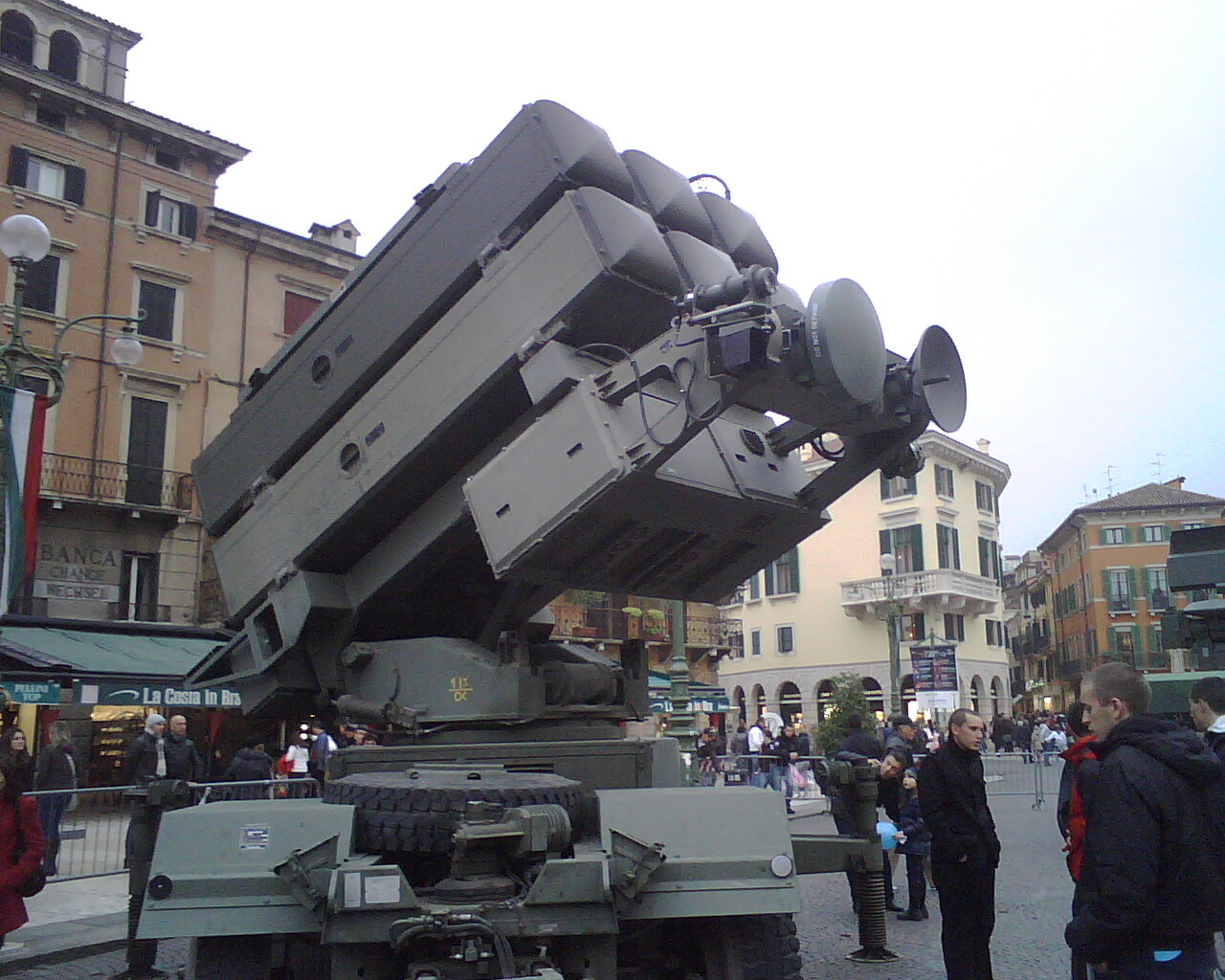
Lanciatore del sistema antiaereo Skyguard/Aspide

Inizialmente, negli Stati Uniti fu sviluppato dalla Raytheon il sistema antiaereo HAWK (Acronimo per Homing All the Way Killer - Distruttore per bersagli provenienti da qualsiasi direzione) e il primo battaglione fu costituito nel 1960. Questo sistema ha avuto un notevole successo di vendite, tanto che venne acquistato da circa 20 stati. Anche l'Esercito Italiano ha utilizzato (dal 1964) questo sistema per la protezione dei bersagli da distanze medio-lunghe. Il sistema si basava su due diversi radar di acquisizione, un radar di illuminazione ed una serie di rampe trainabili; inoltre le batterie HAWK avevano anche una centrale per la direzione del tiro. Il sistema HAWK è stato dismesso dall'Esercito italiano, nel 2011.

Il sistema MIM 104 Patriot è stato sviluppato, come l'HAWK, dalla Raytheon Corporation, dopo una gestazione durata più di 10 anni; il primo battaglione fu costituito nel 1983. L'unità di impiego comprende solo un radar, che può gestire separatamente fino a 8 lanciatori (comunque ne sono previsti solo 5 in organico). I lanciatori sono formati da cassoni in cui sono sigillati i missili, trasportabili su autocarri 6x6. Il sistema Patriot è stato utilizzato nella Guerra del Golfo (1991) con risultati positivi. Anche gli Stati Uniti hanno sviluppato un sistema missilistico portatile per un unico soldato, il FIM-92 Stinger, sviluppato dalla General Dynamics Corporation e utilizzato dall'|US Army e dall'US Marine Corps. Il missile, una volta puntato contro il bersaglio, si dirige contro di esso, indipendentemente dall'angolo di approccio: può anche ingaggiare un aereo frontalmente.
MBDA Aster è una famiglia di missili antiaerei superficie/aria costruiti da Eurosam, un consorzio Europeo formato da MBDA Italia, MBDA Francia e Thales. La famiglia è composta da due varianti Aster 15 con gittata di 30 km e Aster 30 con gittata di 120 km, Il sistema di guida si avvale di un radar attivo nella fase finale, mentre nella fase di crociera il missile riceve aggiornamenti tramite un data-link. I missili Aster sono progettati per essere utilizzati sia da unità navali che da lanciatori terrestri.
Fondamentalmente le versioni 15 e 30 differiscono solo per il booster, cioè il primo stadio del missile (è un missile a doppio stadio). La meccanica della spoletta di prossimità (fuze) ed il radome, furono studiati all'inizio dal Dr. Paolo Iudica di Alenia.
Una caratteristica del Dardo, in pratica il secondo stadio del missile, è quella di avere come sistema di manovra il cosiddetto PIF (pilotage en force) ed il PAF (pilotage aerodinamic fort). Il PAF consiste nell'avere nell'ugello dei timoni (TVC) bagnati dal flusso del motore a razzo, mentre il PIF consiste (così come per le passeggiate spaziali degli astronauti) dei getti di aria compressa che modificano rapidamente la traiettoria del missile. Il PIF viene usato soprattutto in prossimità del bersaglio, dove la forza aerodinamica generata dai timoni classici ha un'isteresi più alta e quindi farebbe cambiare traiettoria al missile stesso dopo più tempo, con la conseguenza di aumentare la miss distance dall'obiettivo.

### Missili Antiaerei Sovietici
Il problema della difesa aerea era sentito anche nei paesi del Patto di Varsavia, forse anche di più rispetto ai paesi NATO vista la maggiore importanza che attribuivano all'appoggio aereo. In Unione Sovietica quindi furono sviluppati un certo numero di sistemi missilistici destinati a contrastare gli aerei NATO. Dopo quelli degli anni sessanta, fu sviluppato il sistema Kub - SA 6 Gainful, operante da basi mobili, con le rampe montate su uno scafo corazzato derivato da quello del semovente contraerei ZSU 23-4. Per questi missili l'unità operativa di base non era il battaglione, come per le unità NATO, ma il reggimento; questo si articolava su un comando di reggimento con un radar di telemetria e due radar di scoperta e su cinque batterie, ciascuna con un radar di direzione tiro, quattro lanciamissili semoventi e un'unità logistica con i missili di riserva. Il missile fu fornito a diversi stati allineati con il Patto di Varsavia e fu utilizzato per la prima volta dall'Egitto nella Guerra dello Yom Kippur (1973), provocando gravi perdite all'Aviazione Israeliana. I sistemi Romb - SA 8 Gecko e SA-9 Gaskin, destinati a contrastare aerei che volano bassa quota, erano basati su trasportatori ruotati. Il primo (SA 8), visto sulla Piazza Rossa nel 1975, aveva il vantaggio rispetto ai sistemi precedenti di avere il radar sullo stesso veicolo che trasportava le rampe dei missili. Il primo impiego bellico ci fu da parte della Siria nella Valle della Bequaa nel corso dell'Operazione Pace in Galilea (1982). Il secondo (SA 9) comparve prima (nel 1970), ed era probabilmente un'evoluzione del sistema portatile SA 7, con cui condivideva il sistema di guida a raggi infrarossi (IR). Il sistema portatile sovietico era denominato SA-7 Grail; fornito praticamente a tutti gli alleati dell'URSS (compresi alcuni paesi del Medio Oriente), operava sotto guida IR, cosa che costringeva il tiratore a mantenere il bersaglio inquadrato per un tempo sufficiente al missile per individuare la sorgente IR, data dai motori dell'aereo.
L'S-300P è un missile terra-aria di sviluppo e fabbricazione sovietica conosciuto in Occidente con il nome in codice NATO di SA-10 Grumble. Entrato in servizio nei primi anni ottanta, è in grado di ingaggiare bersagli come missili balistici, missili da crociera ed aerei a bassa quota. Ne sono state realizzate diverse versioni, di cui anche una per impiego imbarcato nota come S-300F Rif (SA-N-6 Grumble in Occidente). Costruito in Russia, è stato esportato in diversi Paesi, tra cui l'Iran.
L'S-300V è un missile terra-aria sovietico e russo conosciuto in Occidente con il nome in codice NATO di SA-12a Gladiator. Progettato insieme con l'S-300P, è stato realizzato per essere utilizzato dalle forze terrestri (V infatti sta per Voyska). Inoltre, ne è stata realizzata una versione ottimizzata per contrastare i missili balistici tattici, nota in Occidente come SA-12b Giant. A partire dal 1998, si è resa inoltre disponibile una versione ulteriormente perfezionata, chiamata in Russia Antey-2500 e dall'intelligence occidentale SA-23 Gladiator/Giant.
L'S-300PMU-1 è un sistema missilistico antiaereo sviluppato in Russia. Questo e la sua evoluzione S-300PMU-2 sono conosciuti in Occidente con il nome in codice NATO di SA-20 Gargoyle. Elaborati a partire dal precedente S-300PMU (SA-10 Grumble in Occidente), hanno maggiori capacità, e sono in grado di contrastare non solo aerei, ma anche missili balistici tattici.
Vi è anche una versione imbarcata, la S-300FM, chiamata in Occidente SA-N-20 Gargoyle.
I Buk sono una famiglia di sistemi missilistici terra-aria a medio raggio di fabbricazione sovietica prima e russa poi, progettato dall'NPO Novator nel corso degli anni settanta per conto delle forze armate sovietiche, tra le cui file ha progressivamente sostituito il sistema Kub. Entrata in servizio nel 1980, la prima generazione dei sistemi Buk (nome in codice NATO: SA-11 Gadfly) è in grado di neutralizzare missili da crociera, bombe intelligenti, velivoli ad ala fissa e rotante ed UAV fino a 20 km di distanza e 25.000 m di altitudine. Costantemente aggiornati nel corso della loro vita operativa con l'integrazione di nuovi missili e sistemi radar sono state sviluppate ulteriori versioni (M1-2 ed M2), che hanno ricevuto una specifica designazione (nome in codice NATO: SA-17 Grizzly).

## Sistemi di guida
I missili antiaerei hanno sistemi di guida destinati a portarli sul bersaglio, indipendentemente dalle manovre di quest'ultimo. I sistemi di guida sono molto diversi fra loro, ma sono riconducibili a poche tipologie definite. Una prima distinzione è fra sistemi di guida passivi, in cui il missile si dirige contro il bersaglio seguendo le sue emissioni elettromagnetiche (IR o RH) o attivi, in cui una sorgente esterna invia radiazioni elettromagnetiche sul bersaglio ed il missile segue l'onda riflessa di questa radiazione.
I sistemi passivi possono essere a raggi infrarossi (InfraRed - IR), ovvero basati sull'emissione di raggi infrarossi da parte dell'aereo. Qualsiasi aereo ed in particolare gli aerei con propulsione a getto, presentano delle aree a temperatura molto più alta rispetto a quella ambiente (per gli aerei con motore a pistoni o con propulsione a turboelica, queste zone sono collocate negli scarichi dei gas di combustione). Queste aree, in termini di radiazione elettromagnetica, rappresentano sorgenti di raggi infrarossi. Un rivelatore di raggi infrarossi, dirigerà il missile verso queste aree del bersaglio, purché visibili dal missile; in caso contrario tenderà a dirigersi verso la sorgente di raggi infrarossi più potente che ha in vista, che spesso è il Sole. Detto questo, è evidente che un missile a guida IR non ha bisogno di essere tenuto sotto controllo fino all'impatto con il bersaglio, ma se viene lanciato senza prima individuare le zone calde del bersaglio (per esempio se l'aereo è in assetto frontale), le probabilità che colpisca il bersaglio diminuiscono drasticamente. Le contromisure elettroniche (ECM) contro questo tipo di missile sono i flare, cioè degli speciali bengala ad alta temperatura, che offuscano le emissioni delle aree calde dell'aereo.
Le manovre evasive più diffuse per sfuggire a questo genere di arma, sono puntare direttamente sul missile (per mostrargli solo la parte frontale, "fredda", dell'aereo), puntare contro una sorgente più calda (come il sole) o per virare prima dell'impatto. Va notato che a partire dalla fine degli anni settanta, e con maggior frequenza dagli anni ottanta del XX secolo i missili a guida IR hanno notevolmente migliorato le loro caratteristiche, in particolare per quello che riguarda i missili IR aria-aria come l'AIM-9 Sidewinder della avanzata versione L (e poi nella M e in quelle successive destinate ai paesi NATO o ai maggiori alleati USA). Questi missili, come dimostrarono nel conflitto delle Falklands, erano capaci di colpire un bersaglio anche frontalmente, ed erano molto resistenti alle contromisure, inoltre riuscivano a riconoscere (in teoria) il sole, vanificando le misure evasive standard attuate dagli argentini, abituati ai missili appena più anziani. Alcuni missili terra-aria (o meglio superficie-aria), oltre a quelli spalleggiabili, hanno queste caratteristiche diversi progetti comparsi dopo gli anni settanta, in particolare il Thompson-Houston Crotale francese, e numerosi missili sovietici.
In alternativa ai raggi infrarossi sono stati sviluppati sistemi a inseguimento radar (Radar Homing - RH), in cui il missile insegue le emissioni radar dell'aereo. Gli aerei da guerra moderni hanno una serie di attività, dalla navigazione all'acquisizione bersagli, che sono gestite da radar installati sugli aerei stessi. Se il sistema di guida del missile riesce a riconoscere le emissioni radar dell'aereo (o, in altri termini, se riesce a sintonizzarsi sulla frequenza dell'onda emessa dal radar dell'aereo), può seguire queste emissioni fino ad arrivare al punto di impatto con il bersaglio. Il problema fondamentale per questo tipo di guida è la conoscenza, con una sufficiente esattezza, della frequenza di emissione del radar del bersaglio, per permettere l'aggancio da parte del sistema di guida del missile. Le contromisure ECM verso questo tipo di missile, sono il rilascio di chaff, cioè di striscette o coriandoli di materiale metallico riflettente le onde radar, che ingannano il sistema di guida del missile. La manovra evasiva più diffusa è lo spegnimento del radar, che tuttavia rende "cieco", almeno momentaneamente, l'aereo attaccato.
I sistemi attivi sono ad illuminazione radar; un radar a terra illumina il bersaglio fino all'impatto mentre il missile segue l'onda riflessa. Questo sistema, che storicamente fu il primo utilizzato, comporta un problema: il radar di illuminazione deve restare fermo e puntato sul bersaglio fino all'impatto del missile, ovvero il radar non può acquisire un secondo bersaglio fino alla distruzione del primo. Per superare questo limite, sono nati i missili ad inseguimento radar attivo, in cui il radar di illuminazione, guida il missile per la prima parte della traiettoria, mentre un radar posto sul missile stesso lo dirige nella parte finale (quindi non è più necessario conservare l'illuminazione del bersaglio fino alla sua distruzione). Le ECM contro questo tipo di sistema di guida sono i soliti chaff o sistemi attivi di interferenza con le onde emesse dai radar di inseguimento.